# Popa Medaw

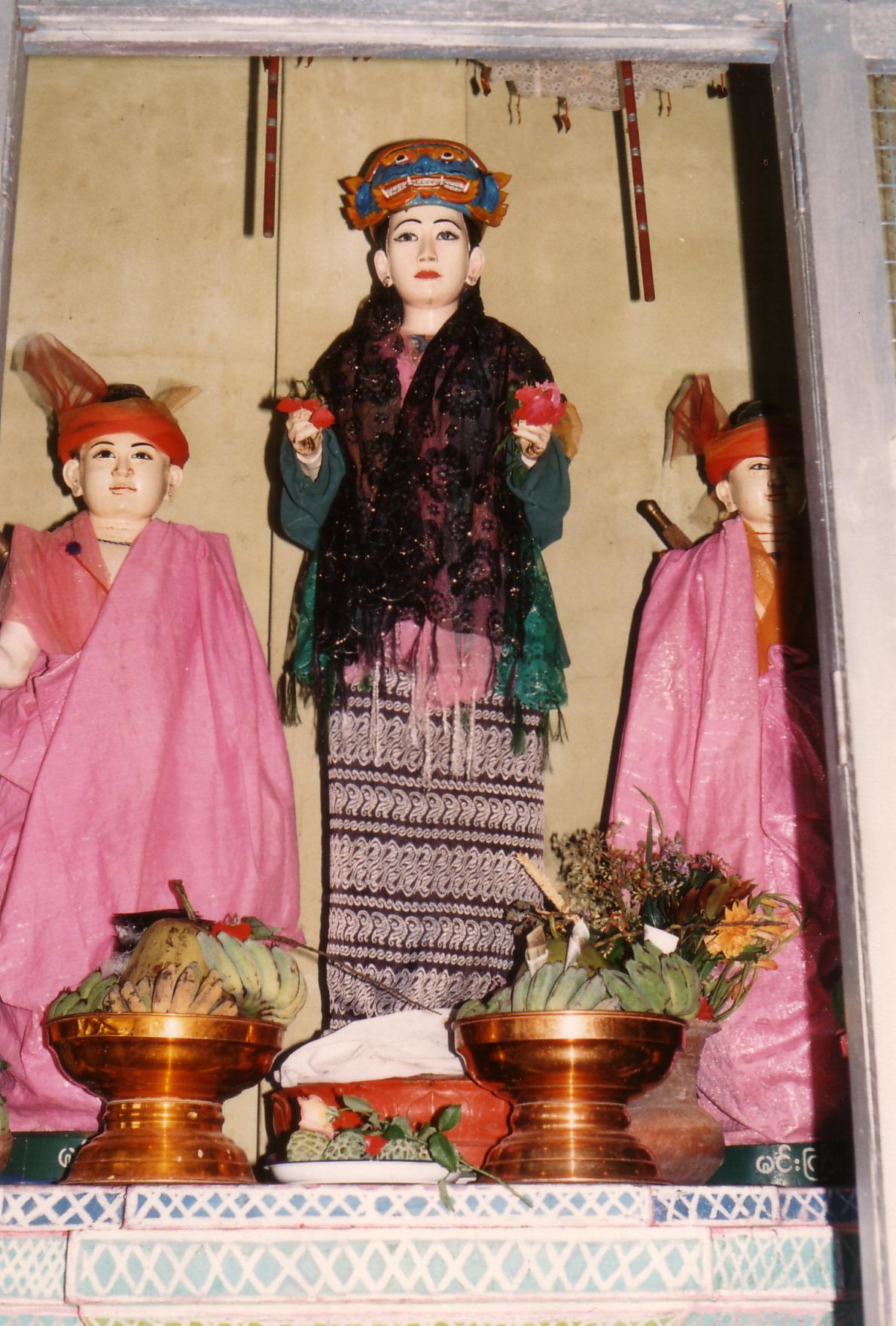
Mei Wunna flanqueada por sus dos hijos, dos importantes espíritus nat.

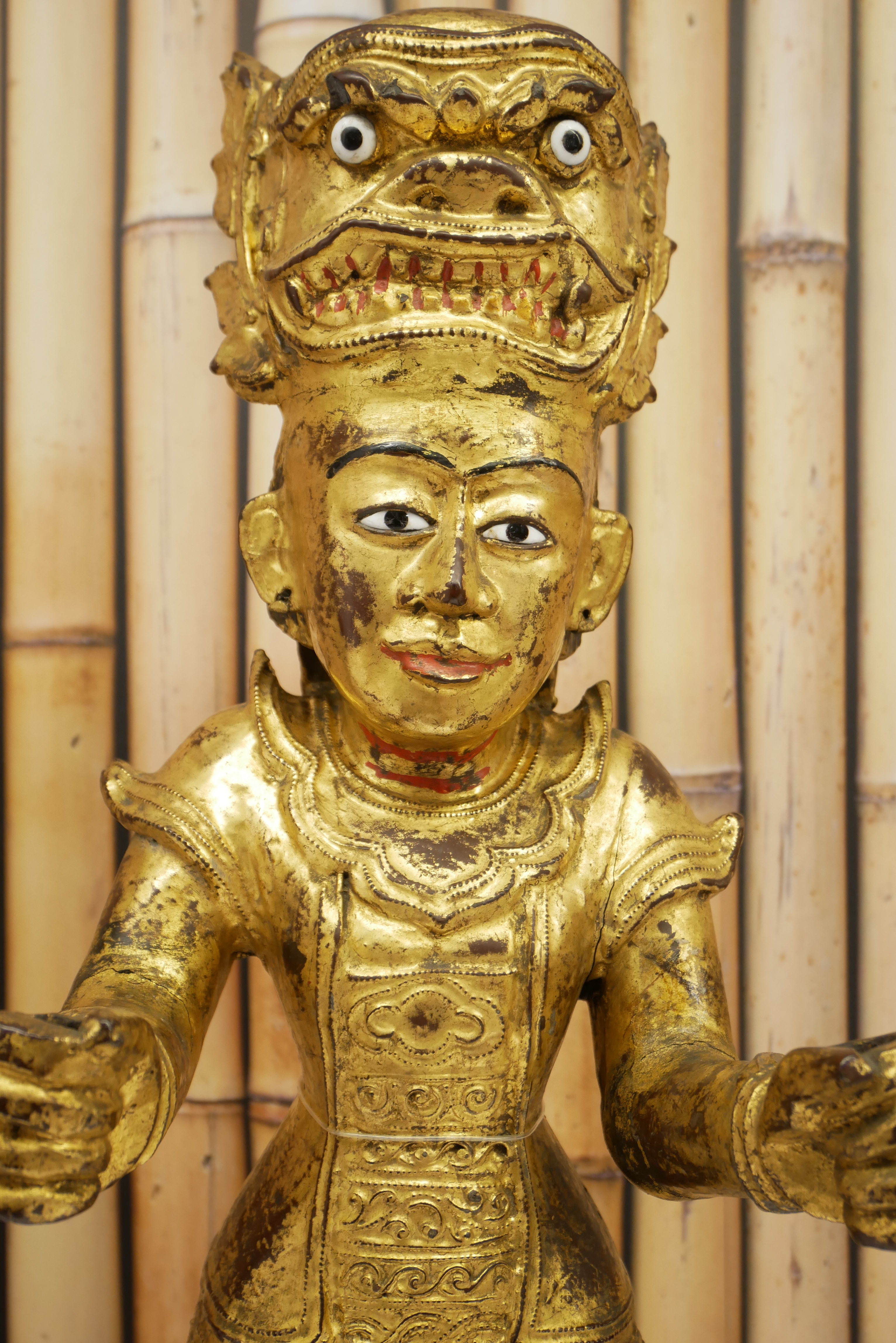
Estatua de Me Wunna. Myanmar.

Popa Medaw (birmano: ပုပ္ပားမယ်တော်; lit. "Reina Madre del Popa" o "Señora del Popa", también conocida como Me Wunna, lit. "Señorita Oro") es un espíritu nat de Myanmar. 
Es una yakshini que come flores y es la madre de los hermanos Shwe Hpyin ("Oro inferior"): Shwe Hpyin Naungdaw y Shwe Hpyin Nyidaw. Aunque no es un miembro oficial del panteón de las 37 nats, basada en su dominio y por su homonimia del monte Popa, se la considera un espíritu nat importante en el mundo espiritual birmano.

## Historia

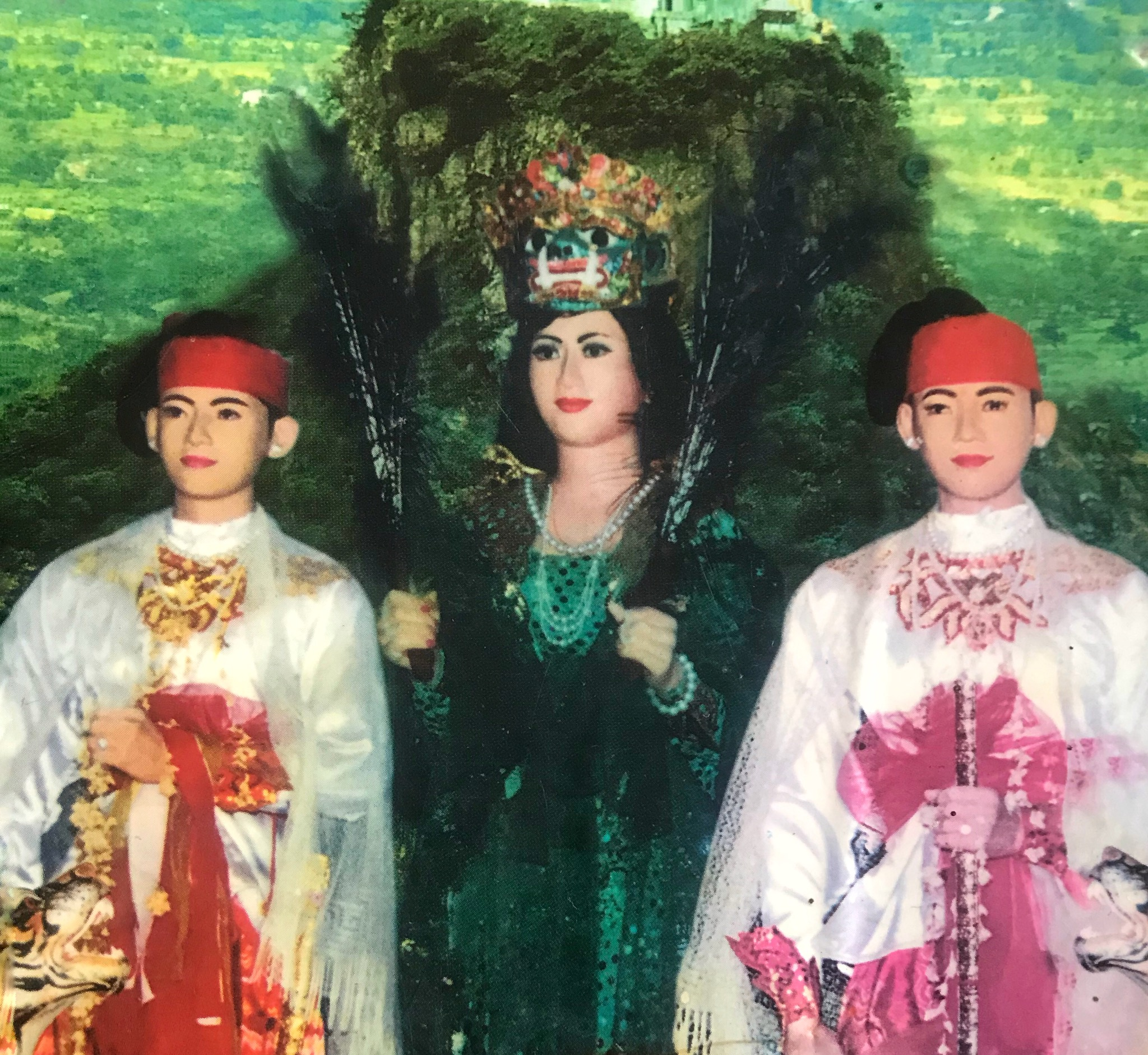
Popa Medaw con sus dos hijos, Shwe Hpyin Naungdaw y Shwe Hpyin Nyidaw.

Mei Wunna era una ogresa devoradora de flores del monte Popa, un volcán extinto situado a 50 kilómetros al sureste de Bagan, Myanmar. La palabra Popa deriva del pali, que significa flor. Según la leyenda, el rey Anawrahta de Bagan ordenó a su mensajero Byatta (personaje mítico de ascendencia india dotado de poderes sobrenaturales tras haber consumido al difunto alquimista Zawgyi) que fuera a buscar flores frescas diez veces al día al monte Popa. Byatta se enamoró de Me Wunna, que vivía en la montaña y, con el tiempo, concibió a los dos hermanos, Shwe Hpyin Naungdaw y Shwe Hpyin Nyidaw. Me Wunna murió con el corazón roto después de que Byatta fuera asesinado y sus hijos fueran ejecutados por descuidar su deber de aportar un ladrillo cada uno, dejando así huecos en la pagoda de Taungbyone, construida por orden del rey Anawrahta. 
Tras la glorificación de los dos hijos en el panteón de los 37 nats, el estatus de Me Wunna se elevó y se convirtió en la Reina Madre del Popa (Popa Medaw). Como sugiere su título, domina el espiritual monte Popa, se convirtió en un espíritu nat.